# Long Island (Southland)
Long Island ist eine Insel im Tamatea / Dusky Sound auf der Südinsel von Neuseeland.

## Geographie
Die Insel befindet sich landeinwärts im Tamatea / Dusky Sound rund 12,5 km von der Westküste und vom Eingang des Sound entfernt. Südlich von Long Island trennt der Cook Channel die Insel vom Festland und nördlich der Bowen Channel des Tamatea / Dusky Sound. Zwischen der östlich liegenden Nachbarinsel [[Cooper Island (Neuseeland)|Cooper Island]] und Long Island befindet sich die Paget Passage, die beiden Insel auf eine Entfernung von rund 775 m hält. Westlich von Long Island erstreckt sich in einer Entfernung von rund 750 m Indian Island.
Long Island umfasst eine Fläche von 19,2 km² und kommt auf eine Länge von 13,5 km in Westsüdwest-Ostnordost-Richtung sowie an der breitesten Stelle 2,12 km in Nordnordwest-Südsüdost-Richtung. Die höchste Erhebung befindet sich mit 604 m im östlichen Drittel der Insel. Die bergige Topologie der Insel ermöglichte die Existenz von acht kleinen Seen, die nicht über eine Fläche von rund 2,6 ha hinauskommen.